# Санкт-Петербургское музыкальное училище имени М. П. Мусоргского
Санкт-Петербургское музыкальное училище имени М. П. Мусоргского — российское средне-специальное музыкальное учебное заведение, расположенное в Санкт-Петербурге.

## История

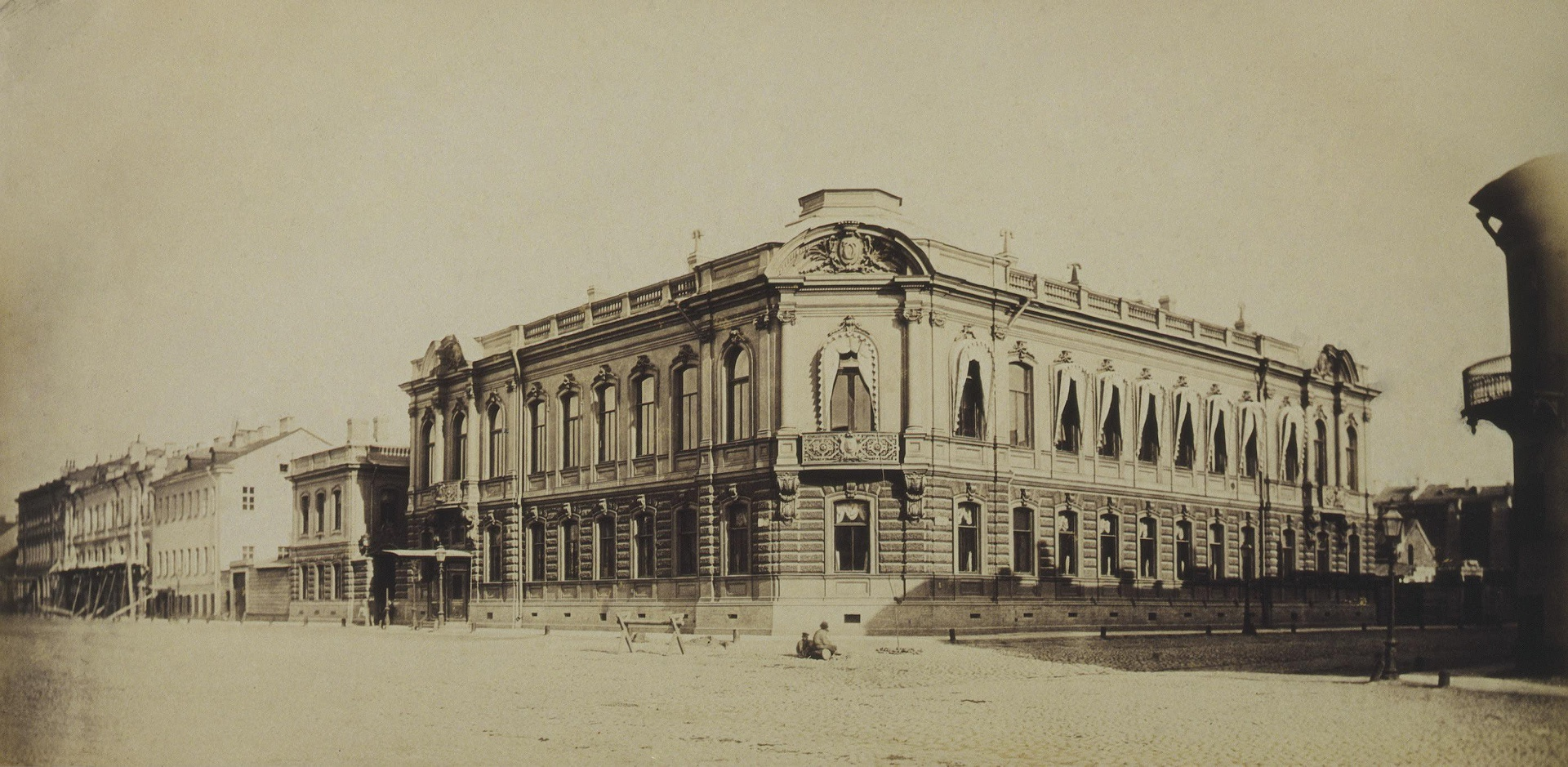
Дом Строгановых, в котором в 1930-е гг. располагался Центральный музыкальный техникум (фото К. К. Бианки, не позднее 1884)

В 1926 году в ходе реорганизации Ленинградской консерватории из неё были выведены так называемые «средние классы» и перенесены во вновь учреждённый Центральный музыкальный техникум. В 1926–1941 гг. техникум размещался в роскошном особняке Строгановых на углу улиц Моховой и Чайковского. В 1939 году в связи со столетием со дня рождения М. П. Мусоргского учреждению было присвоено его имя. В феврале 1942 года строгановский особняк был частично разрушен во время бомбёжки, в том числе, уничтожен архив техникума. Во время войны занятия проходили в помещении детской музыкальной школы Дзержинского района (ныне школа искусств имени С. В. Рахманинова на углу улиц Короленко и Некрасова). В 1951 году училищу выделили один верхний этаж в жилом доме № 36 на Моховой улице, где оно находится поныне. 
В довоенные годы авторитет техникума как центра музыкального образования в Ленинграде был особенно велик. По воспоминаниям М. С. Друскина, это учебное заведение называли «второй консерваторией Ленинграда». Как отмечал другой мемуарист, Б. А. Арапов, техникум играл важную роль в подготовке музыкально-педагогических кадров. Среди преподавателей техникума был, в частности, Гавриил Попов, чтение партитур преподавал обучавшийся одновременно в аспирантуре консерватории Д. Д. Шостакович, практическое сочинение и теоретические дисциплины — П. Б. Рязанов, класс фортепиано вёл И. А. Браудо. 
Среди первых выпускников И. И. Дзержинский, Н. Г. Минх, А. И. Островский, Г. В. Свиридов, В. П. Соловьёв-Седой.
.

## Сегодняшняя деятельность
Действуют восемь отделений:
- Фортепианное
- Струнных инструментов (скрипка, альт, виолончель, контрабас, арфа)
- Духовых и ударных инструментов (кларнет, флейта, гобой, фагот, саксофон, труба, валторна, тромбон, туба, ударные)
- Народных инструментов (аккордеон, баян, гусли, домра, балалайка, гитара)
- Народного пения
- Эстрадных инструментов (саксофон, труба, тромбон, фортепиано, гитара, бас-гитара, ударные)
- Эстрадного пения
- Теории музыки